# Kahuta
Kahuta ist eine Stadt im Distrikt Rawalpindi in der Provinz Punjab, Pakistan. Sie zählte im Jahre 2008 160.000 Einwohner. Sie ist seit den 1970er Jahren Standort des Khan-Forschungszentrums und verdankt ihm ihren wirtschaftlichen Aufschwung. 